# Joseph Beecken
Joseph Jules Beecken (7 mei 1904 – ?) was een Belgische bokser bij de middelgewichten. Hij won op de Olympische Zomerspelen 1924 in Parijs brons bij de middelgewichten. In de halve finale verloor hij van John Elliott.